# Laguna Yema
Laguna Yema is een plaats in het Argentijnse bestuurlijke gebied Bermejo in de provincie Formosa. De plaats telt 2.744 inwoners.